# Cocina de Múnich
La cocina de Múnich (en alemán: Münchener Küche) es una cocina de la década de 1920 diseñada por la economista doméstica Erna Meyer y los arquitectos Hanna Löw y Walther Schmidt. Fue diseñado para las viviendas municipales de la Oficina de Correos de Baviera y se presentó por primera vez en la exposición Heim und Technik de Múnich en 1928.
La cocina de Múnich se desarrolló en respuesta a las críticas generalizadas a modelos anteriores, como las cocinas de Frankfurt y Stuttgart, que no permitían que los niños estuvieran vigilados mientras cocinaban. Diseñada pensando en la comodidad del usuario y la dinámica familiar, presentaba una distribución cuadrada muy reducida de 6 metros cuadrados (7,2 yd²) para cocinar, separada del salón por una pared de cristal. Esta partición transparente permitía a las madres vigilar a sus hijos en la habitación contigua, a la vez que impedía la propagación de olores. En comparación con la estrecha forma rectangular de la cocina Frankfurt, la configuración cuadrada se consideró una mejora. Todos los componentes se dispusieron como una sola unidad a lo largo de una pared. También se introdujeron estanterías ajustables dentro de los armarios y un fregadero independiente que permitía trabajar sentado.
A diferencia del diseño cerrado de la cocina de Frankfurt o del pasaplatos de la cocina de Stuttgart, el diseño de Múnich utilizó una pared de vidrio móvil para conectar la cocina y la sala de estar. Esto permitió una visión clara entre ambos espacios, permitiendo al cocinero vigilar a los niños en el comedor, a la vez que las actividades en la cocina eran visibles desde el espacio contiguo. Si bien la cocina de Múnich reflejó un cambio conceptual, incorporando características más cercanas a una cocina tradicional de uso compartido, seguía perteneciendo a la línea de las cocinas modernistas funcionalistas. Al igual que sus predecesoras, se basó en los mismos principios fundamentales de eficiencia y racionalización. Lo que la distinguió fue su esfuerzo por presentar estas ideas de una forma más accesible y suave: una versión ligera de la cocina de trabajo funcional, pensada para atraer a un público más amplio.